# Cleon van Cilicië
Cleon van Cilicië (Cilicië, 2e eeuw v.Chr. – Enna, 132 v.Chr.) was een van de leiders van de slavenopstand op Sicilië, gericht tegen het gezag van de Romeinse Republiek.

## Levensloop
Cleon was een rover in het Taurusgebergte in Cilicië, Klein-Azië. De Romeinen pakten Cleon en zijn broer Komanos op. Ze versleepten hen naar Sicilië waar deze als slaaf moesten werken. 
Cleon kwam in opstand circa 136 v.Chr. Zijn militie verenigde zich met de grote slavenleider Eunus, die zich de koninklijke titel Antiochus aanmat. Eunus voerde een strijd die later bekend is geworden als de Eerste Slavenoorlog in het Romeinse Rijk. Cleon werd generaal van Eunus’ leger. De verenigde troepen van opstandige slaven veroverden op Sicilië verschillende steden. Het ging om Morgantina, de latere gemeente Aidone; Tauromenion, de latere gemeente Taormina; Henna, het latere Enna, en andere steden. 
Bij de bestorming van het Romeinse leger op Enna, deed Cleon een uitval. Hierbij sneuvelde Cleon. Dit was in het jaar 132 v.Chr., naar het einde toe van de Eerste Slavenoorlog, wanneer de Romeinen zowat de situatie terug onder controle hadden.